# اورر
اورِر، نشریه مستقل ارمنیان اروپا (ارمنی: Օրեր համաեվրոպական անկախ ամսագիր; انگلیسی: Orer, Armenian European Independent Magazine) در سپتامبر ۱۹۹۹ در پراگ بنیانگذاری شد. ناشر این نشریه مرکز اطلاعاتی قفقاز و شرق اروپا، یک سازمان بین‌المللی غیردولتی به سردبیری هاکوب آساتریان می‌باشد. مجله دوماهانه اورر نه تنها زندگی ارمنی‌های ساکن جمهوری چک بلکه زندگی اجتماعی ورزشی و فرهنگی ارمنیان در بیش از ۳۰ کشور اروپایی بعلاوه رویدادهای جاری در ارمنستان را تحت پوشش قرار می‌دهد
مجله اورر در ۲۵ کشور اروپایی از جمله؛ جمهوری چک، آلمان، لهستان، مجارستان، اسلواکی، ایتالیا، یونان، فرانسه، روسیه، بریتانیا، سوئد، سوئیس، اسپانیا، قبرس، هلند، بلژیک و غیره.
توزیع می‌شود.

## نگارخانه

ORER Armenian European Magazine Issues
Orer Armenian European Magazine, Issue no. 5-6/64/2012 - Special Issue devoted to 500th Anniversary of Armenian Typography
'Orer Armenian European Magazine, Issue no. 3-4/63/2012 - Special Issue devoted to Czech Armenian Relations
Orer Armenian European Magazine, Issue no. 3-4/57/2011 - Special Issue devoted to Art